# ストップ系

## 概要
ルールに従って場に手札を出していき、誰かが早く手札を全てなくした時点でゲームを終了（ストップ）させることを競うゲームで、トランプゲームのゲーム性の一つである。なお、ビーディングゲームと大富豪以外で手札をなくすのが目的のゲームを指すこともある。

## 種類
アメリカンページワンや7並べ、大富豪、ダウトなど。